# Majorossy Aladár
Majorossy Aladár (Kalmár Aladár Miklós) (Majorosi Aladár Miklós; Szombathely, 1908. december 6. - London (Anglia), 1983. december 9.) zeneszerző, karmester.

## Életút
Szombathelyen kezdte tanulmányait, majd a Zeneakadémián Siklós Albertnél zeneszerzést tanult. A berlini Lindström hanglemezgyár produkcióinak hangszerelője volt. 1939-től az Operaház tagja, 1947-től 1956-ig a Magyar Rádió karmestere volt. 1956-ban elhagyta az országot és New Yorkban lett zenetanár és zeneszerző. Londonban hunyt el, sírja Amerikában található. Első felesége Goldstein Anna volt, a második June Arthea Rogers.

## Filmzenéi
- A nőnek mindig sikerül (1939)
- Pepita kabát (zenei vezető, 1940)
- Kádár kontra Kerekes (1941)
- Szerelmes szívek (1944)
- Kétszer kettő (film, 1944, újraforgatva (1945)